# Château de la Fuye
Le château de la Fuye est un château situé à Mouterre-Silly dans le département français de la Vienne.

## Historique
Le château est inscrit au titre des monuments historiques par arrêté du 13 mars 1987. Un nouvel arrêté d'inscription du 15 décembre 2023 se substitue au précédent.